# Гурла-Мандхата

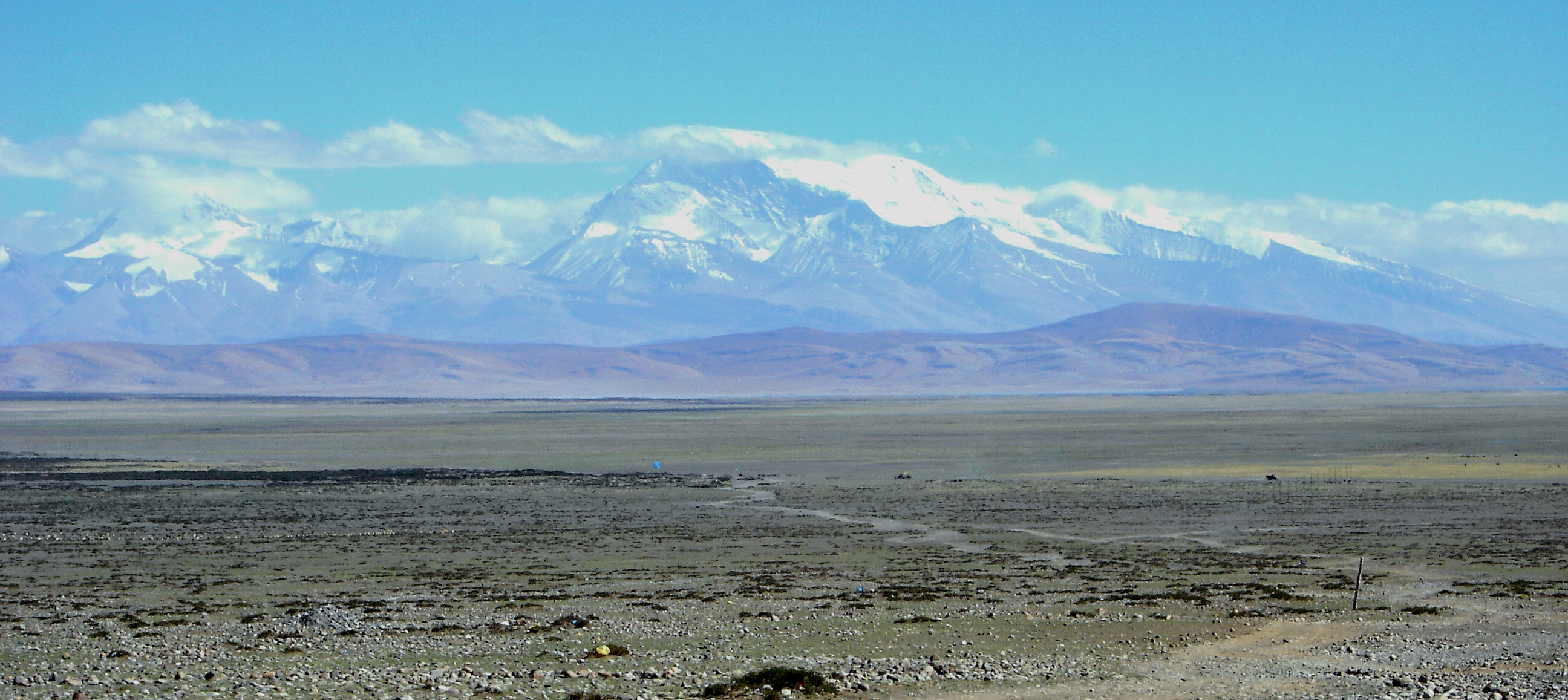
Гурла Мандхата

Гурла Мандхата (Наймона-Нії, Мемо Нані, кит.: 纳 木 那 尼 峰) (7694 м) — найвищий пік хребта Налаканкар Хіма, в центральній частині Гімалаїв. Розташована в провінції Нгарі Тибетського автономного району поблизу північно-західного кута Непала. 34-та по висоті вершина в світі. Гурла Мандхата також є найвищою вершиною на плато Тибет (найближча висока вершина Шишапангма, 14-тий по висоті пік світу, перебуває за межами плато) і розташована на віддалі від інших високих вершин (понад 7500 м). Знаходиться на протилежному від священної гори Кайлас березі озера Манасаровар (озеро Богів). Тибетська назва — Наймона-Нії, перекладається — найму — «трав'яний настій», на — «чорний», Нії — «накопичено скелею», приблизно як Гора «чорного настою»
20 травня 2006 р. на вершину піднялася російська альпіністська група з Томська.